# 일요일은 참으세요 (영화)
《일요일은 참으세요》(그리스어: Ποτέ την Κυριακή)는 1960년 개봉한 그리스의 로맨틱 코미디 영화이다. 줄스 다신이 감독과 각본을 맡았다.
아카데미 주제가상 수상작이며, 주연을 맡은 멜리나 메르쿠리는 1960 칸 영화제 여자배우상을 수상했다.

## 출연

### 주연
- 멜리나 메르쿠리
- 줄스 다신

### 조연
- 조지 파운더스
- 티토스 반디스
- 미트소스 리귀소스
- 데스포 디아만티두
- 디모스 스타레니오스
- 다나시스 벤고스